# Nicolai Gyntelberg
Nicolai (eller Niels) Gyntelberg (også Güntelberg) (født 27. august 1626 i Rørbæk, Jylland, død 1661 i København) var en dansk kunstkammerforvalter og kgl. bygmester, bror til Claus Gyntelberg.
Han var søn af provst Eski (Eske) Jensen Gyntelberg og Else Jensdatter. Nicolai Gyntelberg er formentlig identisk med den N.G., der 1647 blev student fra Viborg Katedralskole. Endnu 1650 er Gyntelberg nævnt som værende i Danmark, men 1651 ses han at have opholdt sig i Leiden, og 1652 fandtes han indskrevet iblandt Legisti ved Padovas universitet. 1654 var han i Rom, forsynet med "en Anbefaling fra Johan Rode [Johannes Rhodius] til Niels Bircheroed" og muligvis også i Napoli, men 1656 var Gyntelberg tilbage i Danmark, ansat ved Kunstkammeret, hvortil han leverede inventar. Han opnåede således på sin studierejse tidens eftertragtede brede indsigt i arkitektur og bildende kunst.
1. august 1660 fik Gyntelberg kgl. bekræftelse på sit adelskab og 7. februar 1661 fik han kgl. bestalling som Rigens Bygmester (= hofarkitekt) og fik dermed ansvar for alt civilt og militært byggeri i Danmark. Den sidste omtale af Gyntelberg er 5. juni 1661, da Skatkammeret fik ordre til at betale Gyntelbergs løn frem for alt andet. Kort efter må Gyntelberg næsten med sikkerhed være død, for den 4. juli samme år fik nederlænderen Henrik Ruse ansvaret for alt militært byggeri i landet. Gyntelberg blev begravet i Holmens Kirke, hvor en senere forsvundet gravskrift nævnede ham som kong Frederik III's bygningsherre både i civil og militær arkitektur.
Gyntelbergs eneste kendte, bevarede værk er et skab med model af et menneskeskelet, oprindelig med le og timeglas. Skabet af ibenholt og elfenben med storsøjler, forkrøppet gesims og let konveks top giver et fingerpeg om Gyntelberg som arkitekt. Han udførte også et kunstigt øje (ca. 1660, solgt på auktion fra Det kgl. Kunstkammer 1824 og siden forsvundet). 
Niels Gyntelberg døde barnløs, men broderen Claus fortsatte slægten, der stadig findes. I 1876 fik efterkommerne af Claus Gyntelberg bekræftet deres adelskab.